# Sabina Karlsson
Sabina Karlsson (Stockholm, Sweden, 26 de septiembre de 1988) es una modelo sueca de talla grande.

## Primeros años
Karlsson es de origen gambiano y sueco.

## Carrera
Karlson comenzó a ejercer de modelo a la edad de 4 años; fue descubierta en una peluquería sueca. Originalmente fue una modelo de talla estándar, trabajando para Teen Vogue, Jean-Paul Gaultier y Armani, pero cambió a modelo de talla grande en 2010 para poder mantener su peso natural. A la edad de 17 años luchó por reducirse a una talla 2 . Como modelo de tallas grandes ha caminado en las pasarelas de Michael Kors, Christian Siriano, y Chromat. Ella ha trabajado de modelo para H&M, J. Crew, Levi's, Lane Bryant, River Island, L'Oréal, y Maybelline.
Ha aparecido en American Vogue, y Glamour.

## Vida personal
Dio a luz un hijo en junio de 2018.